# 1005 Arago
1005 Arago (privremena oznaka 1923 OT), asteroid glavnog pojasa. Otkrio ga je Sergej Beljavskij, 5. rujna 1923. Nazvan je po francuskom matematičaru François Aragou.

## Vanjske poveznice
- Minor Planet Center

… |  1004 Belopolskya  | 1005 Arago |  1006 Lagrangea | …